# U Nu
Nu (birmanês:  ဦးနု; Wakema, 25 de maio de 1907 – Bahan, 14 de fevereiro de 1995), comumente conhecido como U Nu e também pelo nome honorífico Thakin Nu, foi um proeminente estadista birmanês e o 1º primeiro-ministro da União da Birmânia. Ele foi educado na Universidade de Yangon, onde desenvolveu suas ideias políticas e se envolveu ativamente no movimento estudantil. O envolvimento de Nu no movimento nacionalista se aprofundou durante seus anos de universidade, e ele rapidamente emergiu como uma figura importante na defesa da independência da Birmânia do domínio colonial britânico.
Ele desempenhou um papel crucial na Liga da Liberdade Popular Antifascista (AFPFL), a principal organização política que lidera a luta pela independência. Após a independência da Birmânia em 1948, Nu se tornou o primeiro primeiro-ministro do país, sob as disposições da Constituição da União da Birmânia de 1947. Seu mandato foi marcado por esforços para reconstruir a nação devastada pela guerra, estabelecer uma governança democrática e lidar com as complexidades das divisões étnicas e políticas dentro da Birmânia. A administração de Nu enfrentou inúmeros desafios, incluindo dificuldades econômicas, insurgências internas e a tarefa de unificar uma população diversa.
Durante seu mandato, Nu implementou diversas reformas significativas, incluindo políticas de redistribuição de terras e iniciativas para promover educação e saúde. Ele também seguiu uma política de neutralidade em relações exteriores, não alinhando a Birmânia nem com o bloco ocidental nem com a União Soviética durante a Guerra Fria. No entanto, seu governo enfrentou dissidências internas e insurgências regionais, o que levou à instabilidade política.
O primeiro mandato de Nu como primeiro-ministro terminou em 1958, mas ele retornou brevemente ao poder em 1960. Entretanto, seu segundo mandato foi interrompido por um golpe militar em 1962, liderado pelo General Ne Win. Após o golpe, Nu foi colocado em prisão domiciliar e mais tarde autorizado a se exilar. Ele continuou a ser uma figura política influente e um defensor da democracia até sua morte em 14 de fevereiro de 1995. O legado de Nu é lembrado por sua dedicação à independência da Birmânia, seus esforços para estabelecer uma governança democrática e seu papel complexo na turbulenta história política do país.

## Biografia
Nu nasceu de U San Tun e Daw Saw Khin de Wakema, Distrito de Myaungmya, Birmânia Britânica. Ele estudou na Myoma High School em Yangon e recebeu um B.A da Universidade de Yangon em 1929.  Em 1935, ele se casou com Mya Yi enquanto estudava para o Bacharelado em Direito. 

## Carreira política

### Luta pela independência
A vida política de Nu começou como presidente da União dos Estudantes da Universidade de Yangon (RUSU), com M.A. Rashid como vice-presidente e U Thi Han como secretário-geral. Aung San foi editor e diretor de publicidade. Nu e Aung San foram expulsos da universidade depois que um artigo, Hell Hound At Large, apareceu na revista do sindicato, que era obviamente sobre o reitor. A expulsão deles desencadeou a segunda greve dos estudantes universitários em fevereiro de 1936. Aung San e Nu tornaram-se membros da associação nacionalista Dobama Asiayone (Nossa Associação Birmânia), que foi formada em 1930 e, a partir de então, ganhou o prefixo Thakin ('Mestre'), proclamando que eram os verdadeiros donos de sua própria terra. Por alguns anos após a independência em 1948, Nu manteve o prefixo 'Thakin', mas por volta de 1952 ele anunciou que, como a Birmânia já era independente, o prefixo 'Thakin' não era mais necessário e dali em diante ele seria conhecido como U ('Sr.') Nu. Em 1937, ele foi cofundador, com Thakin Than Tun, do Clube do Livro Nagani (Dragão Vermelho), que pela primeira vez divulgou amplamente traduções dos clássicos marxistas em língua birmanesa. Ele também se tornou um líder e cofundador do Partido Revolucionário do Povo (PRP), que mais tarde se tornou o Partido Socialista, e da organização guarda-chuva Liga Antifascista da Liberdade Popular (AFPFL), que defendeu a independência da Birmânia do controle japonês e britânico durante a década de 1940. Ele foi detido pelo governo colonial em 1940 junto com Thakin Soe, Thakin Than Tun, Kyaw Nyein, U Măd e Ba Maw. A prisão que continha Nu foi amplamente abandonada pelos britânicos durante o rápido avanço japonês. 

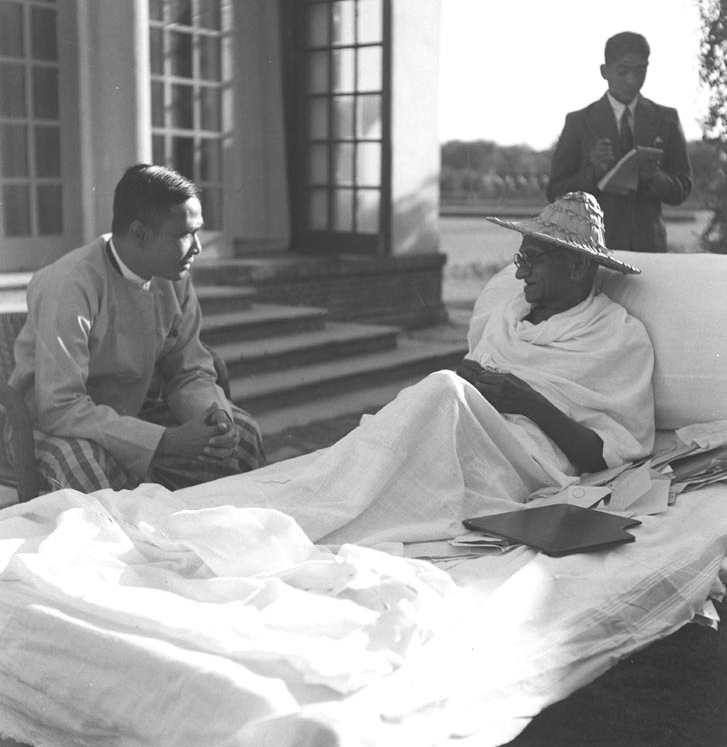
Mahatma Gandhi com Thakin Nu, primeiro-ministro da Birmânia, em Birla House, Delhi, 4 de dezembro de 1947

Em agosto de 1943, quando os japoneses declararam a independência nominal da Birmânia sob um regime liderado por Ba Maw, Nu foi nomeado ministro das Relações Exteriores. Em 1944, foi nomeado ministro da Informação até a rebelião aberta da AFPFL contra os militares japoneses em março de 1945. Embora ciente da resistência e em contacto com os seus líderes, Nu não participou activamente nas actividades clandestinas da AFPFL até à rebelião e, ao contrário da sua figura principal, Aung San, não se juntou à rebelião nem se deslocou para áreas sob controlo dos Aliados.  Em vez disso, Nu recuou com os japoneses e Ba Maw no final de abril de 1945.  Nu quase foi morto em 12 de agosto de 1945, quando pilotos aliados metralharam e destruíram a casa que Ba Maw havia recebido dos japoneses em retirada, mas ambos escaparam da residência durante o ataque. Após a rendição japonesa, Nu se aposentou da política por um tempo, escrevendo suas memórias dos anos de guerra, Burma Under the Japanese e tratados sobre o marxismo. No entanto, como uma figura popular com ligações iniciais a Aung San e outros nacionalistas dos seus tempos de estudante, Nu foi atraído de volta para a política da AFPFL, onde inicialmente lutou para manter o seu contingente comunista dentro do partido. 
Após o assassinato do seu líder político e militar Aung San, juntamente com os seus ministros, em 19 de julho de 1947, U Nu liderou a AFPFL e assinou um acordo de independência (o Tratado Nu-Attlee) com o primeiro-ministro britânico Clement Attlee em outubro de 1947. 

### Era parlamentar

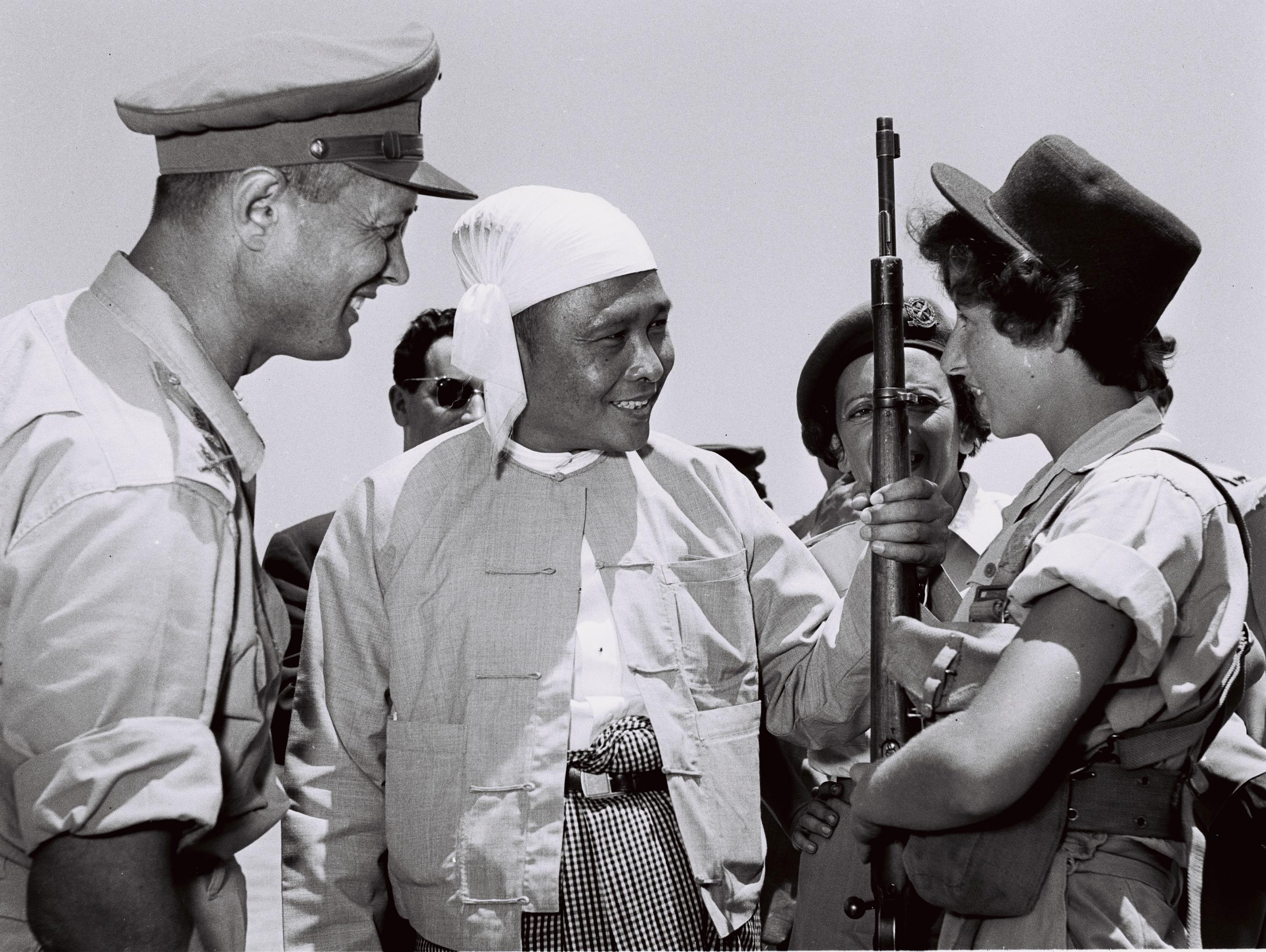
U Nu com Moshe Dayan durante sua visita a Israel em 1955

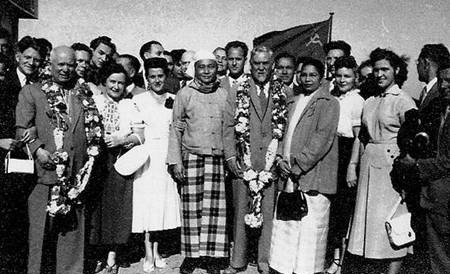
U Nu com os líderes soviéticos Nikita Khrushchev (extrema esquerda) e Nikolai Bulganin (direita) em Rangoon, dezembro de 1955

U Nu na China, c. década de 1950

A Birmânia conquistou a independência da Grã-Bretanha em 4 de janeiro de 1948. U Nu se tornou presidente da Associação de Estudantes da Old Myoma em Yangon. Ele se tornou o primeiro primeiro-ministro da Birmânia independente e teve que lidar com a rebelião armada. Os rebeldes incluíam vários grupos étnicos, facções comunistas Bandeira Branca e Bandeira Vermelha e alguns regimentos do Exército. Outro desafio foi o exilado Kuomintang (KMT). Depois de serem expulsos da China continental pelos comunistas vitoriosos, eles estabeleceram bases no leste da Birmânia, e levou vários anos no início da década de 1950 para expulsá-los. Um sistema democrático foi instituído e eleições parlamentares foram realizadas diversas vezes. Ao longo da década de 1950, U Nu supervisionou a implementação do Plano Pyidawtha, um plano nacional de desenvolvimento econômico para estabelecer um estado de bem-estar industrial na Birmânia. 
Ele renunciou voluntariamente ao cargo de primeiro-ministro em 1956. Ele foi um dos líderes da Liga Antifascista da Liberdade Popular (AFPFL) de 1942 a 1963. O membro da AFPFL Ba Swe serviu como primeiro-ministro de junho de 1956 a junho de 1957. Em 1955, a Universidade de Belgrado (Iugoslávia) concedeu-lhe o título de doutor honoris causa. 
Em 26 de setembro de 1958, ele pediu ao Chefe do Estado-Maior do Exército, General Ne Win, que assumisse o cargo de "governo interino", e Ne Win foi empossado como Primeiro-Ministro em 27 de outubro de 1958. Nas eleições gerais de fevereiro de 1960, a facção Limpa de U Nu da AFPFL venceu por uma vitória esmagadora sobre a facção Estável liderada por U Ba Swe e Kyaw Nyein. U Nu retornou ao poder formando o governo Pyidaungzu (União) em 4 de abril de 1960. O Clean AFPFL foi posteriormente renomeado para Partido da União. 
U Thant foi secretário do primeiro-ministro U Nu antes de ser nomeado embaixador birmanês nas Nações Unidas em 1957. U Thant se tornou o terceiro Secretário-Geral da ONU em 1961. U Nu participou da 1ª Cúpula do Movimento dos Países Não Alinhados em 1961, em Belgrado, tornando a Birmânia um dos membros fundadores do Movimento dos Países Não Alinhados. 
Em 1961, U Nu fez do budismo a religião do estado por um breve período e causou dissensão entre os nacionalistas cristãos Kachin e foi um dos principais fatores para o conflito Kachin. 

### Era militar

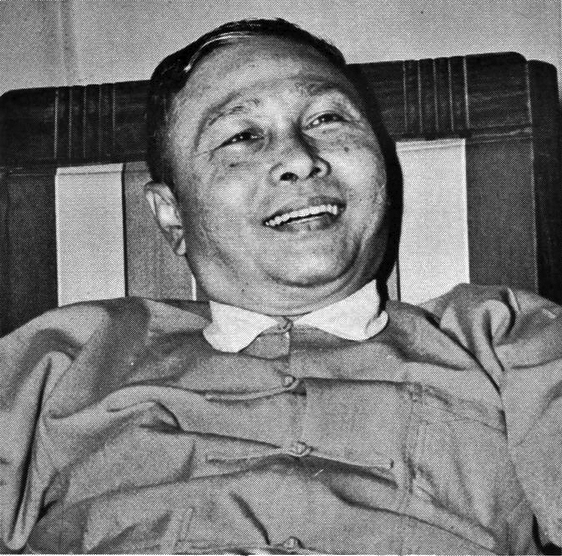
U Nu em janeiro de 1962, menos de 2 semanas antes do segundo golpe militar

Menos de dois anos após sua vitória eleitoral, U Nu foi deposto por um golpe de estado liderado pelo General Ne Win em 2 de março de 1962. Após o golpe de 1962, U Nu foi colocado no que eufemisticamente era chamado de "custódia protetora" em um campo do exército nos arredores de Rangoon. Ele foi libertado mais de quatro anos depois, em 27 de outubro de 1966. Entre outros, no dia do golpe militar, em 2 de março de 1962, o presidente Mahn Win Maung e o presidente do Supremo Tribunal, U Myint Thein (22 de fevereiro de 1900 - 3 de outubro de 1994) também foram colocados em "custódia protetora". Win Maung foi libertado da prisão em outubro de 1967 e Myint Thein somente em 28 de fevereiro de 1968. 
Em 2 de dezembro de 1968, Ne Win nomeou U Nu para o Conselho Consultivo de Unidade Interna, composto por 33 membros, para aconselhar sobre sugestões de unidade interna e mudança política. Em Fevereiro de 1969, U Nu apresentou um relatório recomendando que o poder lhe fosse devolvido e que o Parlamento abolido por Ne Win em Março de 1962 fosse convocado novamente para nomear Ne Win como presidente, a fim de remover a "mácula" do governo de Ne Win de ser "usurpador". Logo após enviar seu relatório, U Nu, fingindo estar doente e sob o pretexto de uma peregrinação à Índia, deixou a Birmânia em direção à Índia. Quando Ne Win não respondeu ao seu relatório, U Nu deixou a Índia e foi para Londres. 
Em uma coletiva de imprensa em Londres em 27 de agosto de 1969, U Nu anunciou que era o "primeiro-ministro legal" e prometeu que não desistiria de sua luta pela democracia na Birmânia e que a Birmânia estava sob o "mesmo tipo de fascismo" que o general Aung San havia combatido. Em novembro de 1969, Ne Win rejeitou formalmente a proposta de U Nu, dizendo que ele assumiu o poder - e o manteve - não porque desejasse poder, mas para melhorar o bem-estar dos "trabalhadores e camponeses" e que as propostas de U Nu equivaliam a "voltar atrás".  
U Nu então usou o ex-funcionário da Agência Central de Inteligência (CIA), Bill Young, para ajudá-lo a levantar fundos internacionais para fundar a Frente Unida de Libertação Nacional (UNLF). No final de 1970, eles haviam arrecadado mais de US$ 2 milhões. 
Mais tarde, U Nu formou o Partido da Democracia Parlamentar (PDP) e liderou um grupo de resistência armada. O "grupo de resistência" de U Nu consistia em não mais do que algumas centenas ou, no máximo, alguns milhares em seu auge, e sua declaração de lutar e derrubar Ne Win na fronteira tailandesa foi um fracasso abjeto. Posteriormente, ele aceitou uma oferta de amnistia concedida por Ne Win e retornou à Birmânia em 29 de julho de 1980. 

### Revolta 8888
Depois de manter um perfil discreto, ensinando budismo na Birmânia e nos Estados Unidos – U Nu visitou a Northern Illinois University nos EUA para dar palestras sobre budismo em 1987 – U Nu tornou-se politicamente ativo novamente durante a Revolta de 8888, formando o primeiro novo partido político, a Liga para a Democracia e a Paz (LDP). Ecoando sua afirmação de que ele era o "primeiro-ministro legal" de agosto de 1969 em Londres, U Nu reiterou em 9 de setembro de 1988 em Rangoon que ele ainda era o "primeiro-ministro legal". 
U Nu iniciou a formação de um governo interino e convidou líderes da oposição para se juntarem a ele. O primeiro-ministro indiano, Rajiv Gandhi, já havia sinalizado sua prontidão para reconhecer o governo interino e as tropas birmanesas começaram a mudar de lado, com a Marinha birmanesa quase totalmente do lado da oposição. No entanto, Aung San Suu Kyi rejeitou categoricamente o plano de U Nu, dizendo que "o futuro da oposição seria decidido pelas massas do povo". O ex-brigadeiro Aung Gyi, outro político da oposição na época da crise de 8888, seguiu e rejeitou o plano após a recusa de Suu Kyi. Meses cruciais foram passados nas ruas e o governo interino não foi reconhecido internacionalmente devido à falta de apoio da oposição. A analista política Susanne Prager-Nyein descreveu a recusa de Aung San Suu Kyi como "um grande erro estratégico". 
No entanto, U Nu formou seu próprio "governo", renomeando Mahn Win Maung, que foi deposto no golpe de 1962, como "presidente". Depois que o Conselho de Estado para a Paz e Desenvolvimento (SLORC) assumiu o poder em 18 de setembro de 1988, o SLORC pediu repetidamente a U Nu que "abolisse" formalmente seu "governo interino", mas U Nu se recusou a fazê-lo. Como resultado, Nu foi colocado em prisão domiciliar em 29 de dezembro de 1989. Os porta-vozes do SLORC na época declararam que, embora U Nu pudesse ter sido julgado por "traição", devido à sua idade avançada e sua contribuição para a luta pela liberdade, ele não foi acusado desse crime. Ele foi libertado em 23 de abril de 1992, no mesmo dia em que o presidente do SLORC, o general sênior Saw Maung, foi forçado a renunciar ao poder e substituído pelo chefe da junta militar (oficialmente chamada de Conselho de Estado para a Paz e Desenvolvimento), o general sênior Than Shwe. 

## Obras religiosas

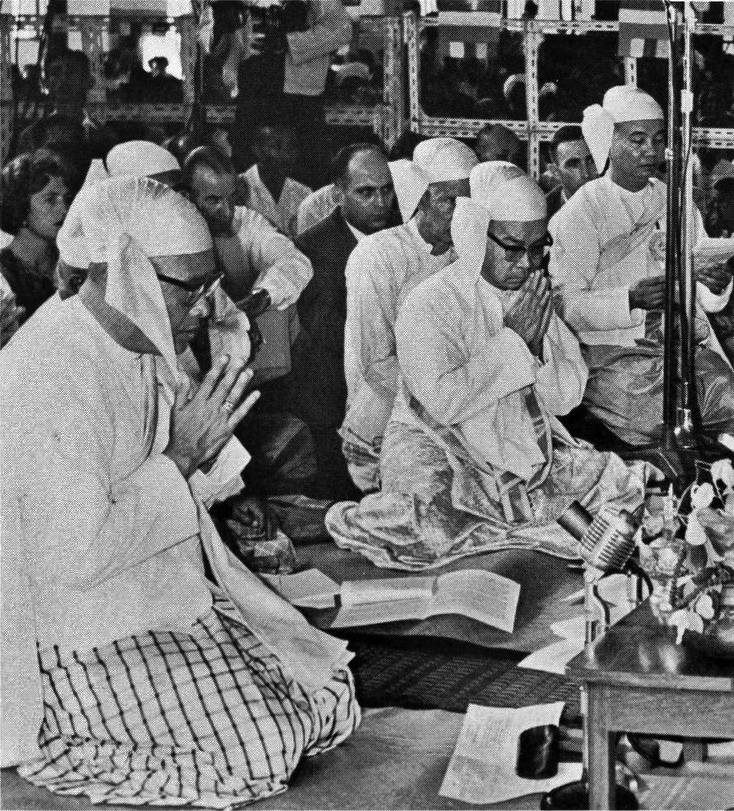
U Nu prestando homenagem ao Buda em cerimônias de Vesak em 1961.

Um devoto budista Teravada, U Nu era popular há muito tempo entre a maioria budista do país. Em 1950, com a Revolta Karen, o Parlamento controlado pela Liga Antifascista da Liberdade Popular lançou uma campanha Paz em Um Ano, envolvendo várias ações militares e reformas governamentais. Nesse contexto, U Nu combinou pedidos de equipamento militar da Índia com um pedido de empréstimo de relíquias budistas. U Nu percorreu as relíquias por todo o país, chegando às partes estáveis do campo onde a agitação étnica ainda estava presente, na esperança de inspirar a paz através do poder do Buda. 

Ele mandou construir o Pagode Kaba Aye e o Maha Pasana Guha (Grande Caverna) em 1952 em preparação para o Sexto Sínodo Budista que ele convocou e sediou em 1954-1956 como primeiro-ministro. Em uma entrevista de 1957 ao noticiário americano See It Now, ele afirmou que: 
Se não fosse pela minha fé, eu teria terminado em 1948, 1949 e 1950, quando a insurreição estava no auge.
Ele também afirmou que, embora tenha nascido budista, foi particularmente atraído pelo Kalama Sutta, uma doutrina budista que desafia os crentes a questionar ativamente suas crenças e pontos de vista, em vez de aceitá-los passivamente: 
Você não deve acreditar em nada que não possa testar por si mesmo.
Em 29 de agosto de 1961, o Parlamento aprovou a Lei de Promoção da Religião do Estado de 1961, iniciada pelo próprio U Nu.  Este ato tornou o budismo a religião oficial do país, uma de suas promessas de campanha eleitoral, e também instituiu o calendário lunar budista por meio da observância oficial dos chamados dias de sábado budistas, ou Uposatha, no lugar do dia de sábado cristão, o domingo. Nos dias de Uposatha, a rádio estatal era obrigada a dedicar o seu tempo de antena a programas religiosos, enquanto as escolas públicas e os escritórios governamentais eram encerrados e não era permitido servir bebidas alcoólicas em espaços públicos.  A lei também exigia que as escolas governamentais ensinassem as escrituras budistas aos alunos budistas, proibindo o abate de gado (a carne bovina ficou conhecida como todo tha (တိုးတိုးသား); lit. carne silêncio, silêncio) e comutou sentenças de morte para pessoas em liberdade condicional. 
Além de ações imponentes, U Nu também se empenhou em cumprir o ideal budista do Chakravartin, envolvendo-se em méritos pessoais e em votos cada vez mais fortes de celibato para expiar os pecados da nação e trazer estabilidade ao seu governo por meio da devoção religiosa. 
Quando o General Ne Win assumiu em 1962, um de seus primeiros atos foi revogar os atos budistas que haviam sido aprovados sob a administração de U Nu, incluindo a proibição do abate de vacas e a declaração do budismo como religião do estado, pois eles haviam alienado minorias étnicas majoritariamente cristãs, como os Kachins e os Karens, e talvez fossem simbólicos de um conflito de personalidades entre Nu e Ne Win.

## Obras literárias
U Nu é autor de vários livros, alguns dos quais foram traduzidos para o inglês. Entre suas obras estão The People Win Through (1951), Burma under the Japanese (1954), An Asian Speaks (1955) e Burma Looks Ahead (1951). Sua autobiografia (1907–1962) Ta-Tei Sanei Tha ( Naughty Saturday-born ) foi publicada na Índia pela Irrawaddy Publishing (U Maw Thiri) em 1975. Uma versão anterior foi publicada em 1974; foi traduzida para o inglês por U Law Yone, editor do (Rangoon) Nation até 1963 e que, como U Nu, foi preso pelo Conselho Revolucionário na década de 1960. Antes de U Nu se tornar primeiro-ministro, ele traduziu, no final da década de 1930, o livro de Dale Carnegie, Como Fazer Amigos e Influenciar Pessoas ( Lupaw Luzaw Louknee em birmanês – na retradução, significava aproximadamente "Como Tirar Vantagem do Homem pelo Homem"); mais tarde, o nome traduzido foi alterado para o mais palatável "Meikta Bala Htika", que pode ser retraduzido como Um Tratado sobre Contrato Social Amigável . A obra traduzida sob o segundo título tornou-se um texto obrigatório nas escolas na década de 1950, assim como a obra original de U Nu em birmanês, The People Win Through ou The Sound of the People Victorious (Ludu Aungthan). Ele organizou uma Sociedade de Tradução da Birmânia e o primeiro volume da Enciclopédia Birmanesa foi publicado em 1954. O Sarpay Beikhman deu continuidade a essas obras. 

### Novelista e dramaturgo
Além de servir como primeiro-ministro, U Nu também foi um talentoso romancista e dramaturgo. Em uma obra do período colonial intitulada Yesset pabeikwe ou It's So Cruel (Man, the Wolf of Man), U Nu descreve como, durante o período colonial, ricos proprietários de terras conseguiam escapar impunes de praticamente qualquer crime que desejassem perpetrar. 
A peça The Sound of the People Victorious (Ludu Aungthan), que U Nu escreveu enquanto era primeiro-ministro, é sobre a devastação que as ideologias comunistas podem causar em uma família. Estranhamente, a primeira produção da peça parece ter ocorrido em Pasadena, Califórnia. Mais tarde, tornou-se uma história em quadrinhos popular na Birmânia, foi traduzida para o inglês e transformada em um longa-metragem no auge da Guerra Fria, na década de 1950. A geração mais velha na Birmânia ainda se lembra de ter estudado a peça na escola. 
Na peça Thaka Ala, publicada pouco antes do golpe de 1962, U Nu pinta um quadro extremamente feio de corrupção tanto entre os políticos de alto escalão no poder na época quanto entre os líderes comunistas que estavam ganhando ascendência. Esta é uma peça em língua vernácula, um gênero que dificilmente existe na literatura birmanesa. Uma tradução para o inglês foi publicada em episódios no jornal The Guardian. A peça criticava o estado atual da política na Birmânia na época (por volta de 1960) e, nessa postura crítica, assemelha-se a The Modern Monk (Tet Hpongyi), de Thein Pe Myint. Assim como The Modern Monk, o filme trata de relações sexuais escandalosas que não condizem muito com os modos tradicionais de comportamento birmanês. Uma das maiores escritoras do período pós-colonial é Journalgyaw Ma Ma Lay. Khin Myo Chit foi outra escritora importante, que escreveu, entre suas obras, O Diamante de 13 Carats (1955), que foi traduzido para vários idiomas. O jornalista Ludu U Hla foi autor de vários volumes de folclore de minorias étnicas, romances sobre presos nas prisões da era U Nu e biografias de pessoas que trabalhavam em diferentes ocupações. O próprio primeiro-ministro U Nu escreveu várias peças e romances de cunho político. 

## Morte

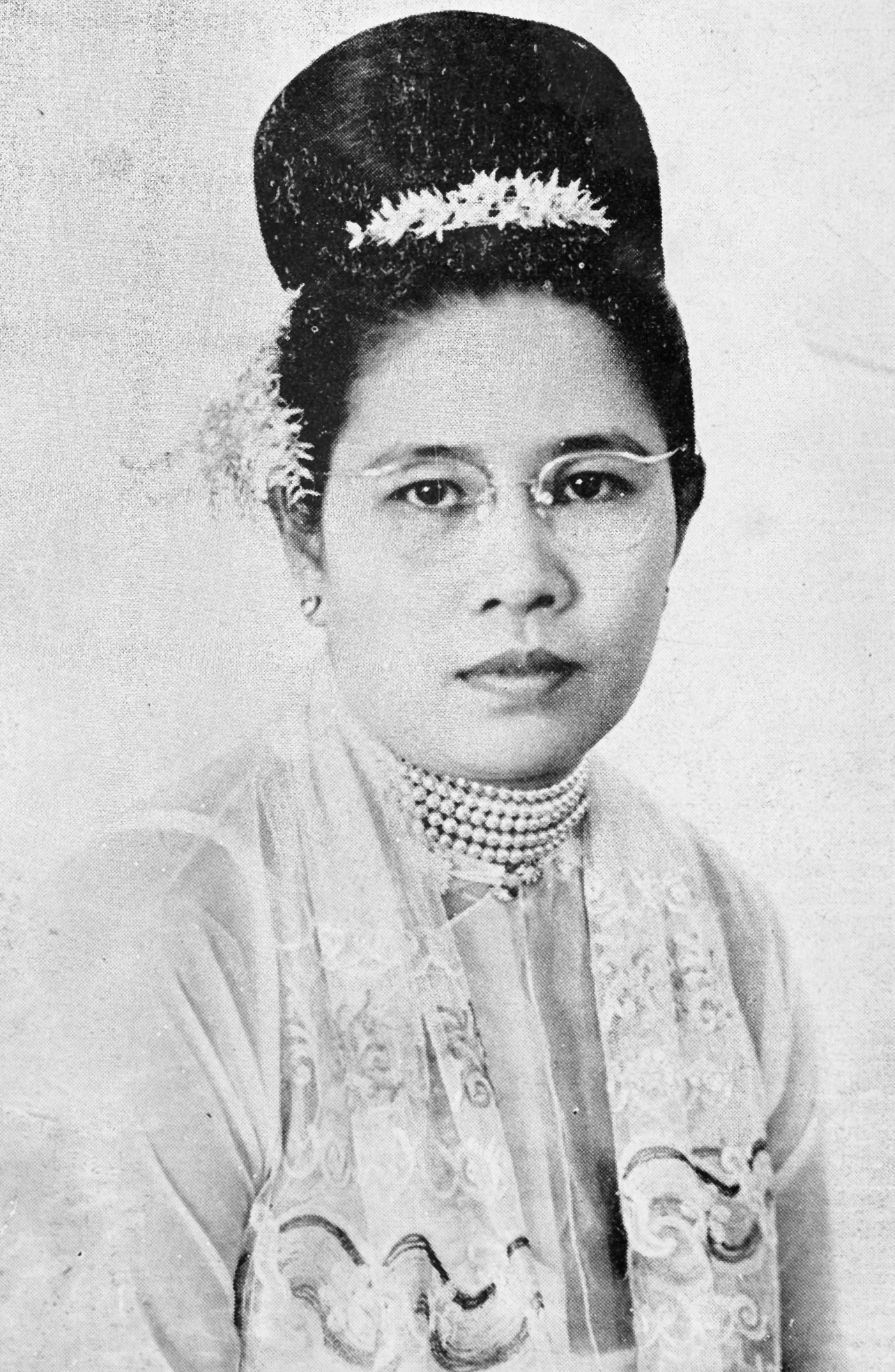
Mya Yi, por volta de 1955.

Nu morreu de causas naturais em 14 de fevereiro de 1995 em sua casa no município de Bahan, em Yangon, aos 87 anos, após a morte de sua esposa Mya Yi (1910–1993).  Eles tiveram cinco filhos, San San (filha), Thaung Htaik (filho), Maung Aung (filho), Than Than (filha) e Cho Cho (filha). 